# Iglesia de La Merced de Huancayo
La Iglesia de Nuestra Señora de La Merced o capilla de la Merced es una iglesia bicentenaria  ubicada en la ciudad de Huancayo, Perú. Desde 1935 ha sido declarado como Monumento Histórico de la Nación al haber sido, en 1839 sede del Congreso Constituyente de 1839 y haberse firmado en ella la constitución peruana de ese año.

## Historia
La capilla fue construida en 1809 con un estilo arquitectónico colonial bastante sencillo, presenta una sola nave, un atrio y un campanario.
 Sirvió como templo principal de la ciudad luego del deterioro de la antigua Iglesia de la Santísima Trinidad que existió durante los siglos XVI y XVIII y antes de la culminación en 1831 de la nueva Iglesia Matriz que se construyó en la entonces llamada "Plaza del Comercio" (actual Catedral de Huancayo). En esa función no sólo recibió los cuadros que antes se ubicaban en el antiguo templo sino también los archivos parroquiales.
Ya durante el siglo XIX, esta iglesia fue sede del Congreso Constituyente del Perú en 1839, durante el gobierno de Agustín Gamarra. Allí se firmó la constitución peruana de 1839.
Fue declarado Monumento Histórico de la Nación por Ley del Congreso de la República N° 8054 publicado el 26 de marzo de 1935.

## Ubicación
La Iglesia de Nuestra Señora de La Merced se ubica en el límite norte de la Zona Monumental de Huancayo. Se levanta en el cruce de la quinta cuadra del Jirón Ayacucho con la primera cuadra de la Calle Real a dos cuadras de la Plaza de la Constitución.

## Interior
Este templo presenta una sola nave, al ingresar podemos observar el altar dedicado al Santo Cristo del Auxilio, un Crucificado que data de la época de la colonia (siglo XVIII). Cuenta con 4 altares laterales: dos son de estilo barroco, revestidos de pan de oro, y dos son de estilo neoclásico; en ellos se veneran al Señor del Triunfo (Cristo que sale en procesión cada Domingo de Ramos), a Santa Rosa de Lima, San Martín de Porres y Santa Cecilia, patrona de los músicos.
El Altar Mayor, es de estilo neoclásico. Su restauración fue patrocinada por el mercedario (devoto de la Virgen de la Merced) Luis Márquez. Luego del terremoto de 1940 fue remodelado al estilo neocolonial por Emilio Hart Terré, pertenece a esta época el pórtico con columnas retorcidas. En este se encuentra la hermosa imagen de Nuestra Señora de la Merced, que data del siglo XIX. Al lado izquierdo del presbiterio, se halla la gran pila bautismal con la inscripción: "En esta fuente ha renacido el pueblo Huanca a la gracia". Sobre ella en una ventana, se halla la escultura de Jesús siendo bautizado por San Juan Bautista. Cerca a la puerta principal está el acceso al Coro, actualmente es pequeño y en él se realizan los cantos para las celebraciones litúrgicas.

## Exterior
La fachada de este Templo es de estilo barroco, cuenta con dos grandes ventanales a ambos lados de la puerta principal, y una pequeña ventana encima de ella, sobre la cual se encuentra el Escudo Mercedario y una Cruz de pequeño tamaño. La torre es de un solo arco en la que se encuentra la campana que antiguamente se tocaba para llamar a Misa. En la parte superior, rodeada de cuatro pináculos está una pequeña cúpula y sobre ella la gran cruz hecha de madera. Por el lado lateral se encuentran tres ventanales, que iluminan el interior del Templo.